# Манфред Штерн
Манфред Сальманович Штерн (нар. 1896 рік, Волока — пом. 18 лютого 1954 станція Сосновка, Сибір) — військовий розвідник, революціонер, співробітник Комінтерну, керівник інтербригади в Іспанії.
Жертва сталінського терору.

## Біографія
Мойша (Манфред) Штерн народився в січні 1896 року в селі Волока, (Буковина, Австро-Угорщина, нині Вижницький район Чернівецької області України), у багатодітній єврейській сім'ї (всіх дітей було 12).. Закінчив гімназію в Чернівцях, поступив у Віденське медичне училище.
У 1914 році, з початком Першої світової війни, вступив добровольцем до Австро-угорської армії, служив фельдшером. У 1916-му потрапив у російський полон і відправлений до табору в Сибір.
Після більшовицької революції 1917 року вступив у Червону Армію. Воював у Сибіру і в Монголії. На початку 1920 року під Читою був поранений. Прийнятий в члени ВКП (б)
.
З 1921-го — співробітник Комінтерну. Навчався у Військовій академії імені Фрунзе (1921-1922), був зарахований до штату Розвідувального управління Червоної Армії. У 1923-му спрямований у Німеччину під псевдонімом Лазар Штерн як фахівець у партизанській війні. Працював у військово-політичному відділі ( Militär-Politischen Apparat) Комуністичної партії Німеччини. Брав участь у підготовці та проведенні Гамбурзького повстання у жовтні 1923 року.
В 1924 році Штерн повернувся в Москву, продовжував службу в РСЧА.
В 1929 році направлений резидентом ГРУ в США, під псевдонімом Марк Зільберт. Організував мережу агентів та інформаторів, які збирали свідчення про воєнну техніку США. Зокрема, Штерн зумів роздобути і переправити в СРСР технічні характеристики розроблюваного танка. Був вистежений ФБР і вимушено тікав назад в СРСР через Канаду.
В 1932 році Штерн направлений у Китай, військовим радником збройних сил Комуністичної партії Китаю. Організовував проведення Великого походу китайських комуністів у 1934 році.
В 1935 році повернувся в Москву, працював у секретаріаті Комінтерну, в підпорядкуванні Отто Куусинена.
У вересні 1936 року направлений Комінтерном в Іспанію, де йшла Громадянська війна. За легендою — громадянин Канади Еміліо Клебер, виходець з Австро-Угорщини. На початку листопада 1936 року призначений командиром 11-ї інтербригади (першої з сформованих інтербригад, у складі німецького, французького і польського батальйонів). У листопаді-грудні 1936 року ця бригада (разом з 12-ю німецько-французько-італійською інтербригадою) брала участь у важких боях за оборону Мадрида, втративши близько половини особового складу. У пресі західних країн Штерн («генерал Клебер») отримав прізвисько «Спаситель Мадрида».
В 1937 році розпорядженням Комінтерну Штерн був відкликаний з Іспанії в Москву. В 1938 році заарештований. 14 травня 1939 року засуджений до 15 років ув'язнення «за контрреволюційну діяльність».
Останні роки життя провів у таборі ГУЛАГу, де від виснаження помер 18 лютого 1954 року в Озерлазі на станції Сосновка.
Брати — директор Інституту військової історії в Потсдамі Вольф Штерн (1897—1961) та історик Лео (Йона Лейб) Штерн (1901—1982), ректор Університету Галле-Віттенберг.